# Björn Hardley
Björn Bryan Hardley (Tilburg, 2002. december 19. –) holland labdarúgóhátvéd, jelenleg az FC Utrecht játékosa.

## Kezdeti évek
Tilburg városában született, Hardley karrierjét a helyi SV Advendo és RKVV DIA csapatánál kezdte, mielőtt csatlakozott a NAC Breda csapatához 2014-ben. amíg a NAC játékosa volt, Hardley játékára felfigyelt a Manchester United egyik játéosmegfigyelője Rene Moonen, aki elhívta további négy kollégáját, hogy megfigyeljék a holland védő munkáját.

## Pályafutása

### Klubcsapatokban
A jól sikerült megfigyelést követően, Hardley egy három éves szerződést írt alá a Vörös Ördögökkel. Végigjárta a ranglétrát a Unitednél, Stabilizálta a helyét az U18-as csapatban, mielőtt felkerült az U23-as keretbe. Háromszor pályára lépett a 2021–22-es EFL Trophy kiírásában, amely mérkőzések alkalmával egyszer betalált egy a Lincoln City ellen 3-2-re elveszített meccs alkalmával.
Miután 2021 novembere óta az első csapat tagjaival edzett, Hardley bekerült a Manchester United Bajnokok Ligája keretébe december elején.

### Válogatottban
Hardley származásából kifolyólag a holland és a suriname-i válogatottat is képviselheti.

## Statisztika

### Klubcsapatokban
Frissítve: 2022. december 13-án.
| Klub                  | Szezon         | Bajnokság      | Bajnokság | Bajnokság | FA Kupa | FA Kupa | Ligakupa | Ligakupa | Európa | Európa | Egyéb | Egyéb | Összes | Összes |
| Klub                  | Szezon         | Osztály        | P.        | Gól       | P.      | Gól     | P.       | Gól      | P.     | Gól    | P.    | Gól   | P.     | Gól    |
| --------------------- | -------------- | -------------- | --------- | --------- | ------- | ------- | -------- | -------- | ------ | ------ | ----- | ----- | ------ | ------ |
| Manchester United U21 | 2020–21        | —              | —         | —         | —       | —       | —        | —        | —      | —      | 0     | 0     | 0      | 0      |
| Manchester United U21 | 2021–22        | —              | —         | —         | —       | —       | —        | —        | —      | —      | 3     | 1     | 3      | 1      |
| Manchester United U21 | 2022–23        | —              | —         | —         | —       | —       | —        | —        | —      | —      | 5     | 0     | 5      | 0      |
| Manchester United U21 | Összesen       | Összesen       | —         | —         | —       | —       | —        | —        | —      | —      | 8     | 1     | 8      | 1      |
| Karrier összes        | Karrier összes | Karrier összes | 0         | 0         | 0       | 0       | 0        | 0        | 0      | 0      | 3     | 1     | 3      | 1      |

1. 1 2  Pályyára lépés(ek) az EFL Trophy-ban

## Fordítás
Ez a szócikk részben vagy egészben  a   Björn Hardley című angol Wikipédia-szócikk fordításán alapul.  Az eredeti cikk szerkesztőit annak laptörténete sorolja fel. Ez a jelzés csupán a megfogalmazás eredetét és a szerzői jogokat jelzi, nem szolgál a cikkben szereplő információk forrásmegjelöléseként.